# Маргарита Гомес-Асебо и Сехуела Сакскобургготска
Маргарита Гомес-Асебо и Сехуела Сакскобургготска (на испански: Margarita Gomez-Acebo y Cejuela Sakskoburggotska; * 6 януари 1935, Мадрид, Испания), е испанска благородничка. Тя е съпруга на последния български цар Симеон II. Като такава тя е наричана царица Маргарита или Нейно Величество Маргарита, Царица Българска и Херцогиня Саксонска. По време на мандата на нейния съпруг като министър-председател на България тя е наричана г-жа Маргарита Сакскобургготска.
Братовчедът на доня Маргарита Луис Гомес-Асебо, виконт де ла Торе, е женен за испанската инфанта доня Пилар, херцогиня на Бадахос (по-възрастна сестра на испанския крал Хуан Карлос I).

## Произход и образование
Дъщеря е на банкерът дон Мануел Гомес-Асебо и Модет, маркиз де Кортина (1889 – 1936), и доня Мерседес Сехуела и Фернандес. Родителите ѝ са арестувани и екзекутирани в началото на Испанската гражданска война през 1936 г. Маргарита израства заедно с по-големия си брат Хосе Луис.
От есента на 1950 г. Маргарита постъпва и учи в колежа „Свето сърце“ в Брюксел.

## Фамилия
Симеон II и Маргарита се запознават преди той да постъпи във Военната академия в Съединените щати. Поради сложността на ситуацията – Маргарита е католичка, а Симеон е православен, провеждат общо 3 сватбени церемонии – 1-вата, извършена на 14 януари 1962 г. от отец Албендеа, изповедник на белгийския крал; 2-рата, извършена на 20 януари в Лозана, където сключват граждански брак пред кмета на града; и 3-та на 21 януари 1962 г. в швейцарския град Вевей, православно венчание отслужено от митрополит Андрей Нюйоркски и руския епископ Антоний Женевски. От този брак доня Маргарита и Симеон имат четирима синове и една дъщеря:
- Кардам (* 1962, † 2015), женен за Мириам Унгрия и Лопес
- Кирил (* 1964), женен за Росарио Надал и Фустер-Пучдорфила до 2012 г.
- Кубрат (* 1965), женен за Карла Мария Ройо-Вилянова и Урестарасу
- Константин Асен (* 1967), женен за Мария Гарсия де ла Расия и Гортасар
- Калина (* 1972), омъжена за Антонио (Китин) Муньос Валкарсел.

Имат 11 внуци.